# Bujumbura
Bujumbura is een stad in Burundi. Tot 2019 was het de hoofdstad, sindsdien is het centraal gelegen Gitega de hoofdstad. De stad ligt aan het Tanganyikameer en is met een geschat bevolkingsaantal van 1.100.000 (2019) de grootste stad van het land en het administratief en economisch centrum. De belangrijkste industrieën zijn textiel en zeep. Bujumbura is Burundi's belangrijkste havenstad en verscheept koffie, katoen en tin-ertsen. De internationale Luchthaven Bujumbura bevindt zich 11 km ten noorden van de stad.

## Geschiedenis
Tot 1889 was Bujumbura een dorp. In 1889 lag het dorp in toenmalig Duits-Oost-Afrika, en werd er een militaire post gevestigd. In 1918 kwam Bujumbura onder Belgisch bewind, nadat Duitsland de kolonie had moeten afstaan door het verliezen van de Eerste Wereldoorlog. In de Duitse koloniale tijd en gedurende de periode onder Belgisch beheer was de naam Usumbura. Bij de onafhankelijkheid van het land in 1962 werd de naam gewijzigd in Bujumbura.
Sinds de onafhankelijkheid hebben ook hier veelvuldig gewelddadige twisten plaatsgevonden tussen de bevolkingsgroepen Hutu en Tutsi.

## Sport
- Flamengo de Ngagara
- Royal FC de Muramvya
- Union Sporting

## Geboren
- Pierre Nkurunziza (1964-2020), president van Burundi (2005-2020)
- Nyamko Sabuni (1969), Zweeds politica
- Shabani Nonda (1977), Congolees voetballer
- Wendell Jaspers (1980), Nederlands actrice
- Mohamed Tchité (1984), voetballer
- Valery Nahayo (1984), voetballer
- Kassim Bizimana (1985), voetballer
- Saidi Ntibazonkiza (1987), voetballer
- Saido Berahino (1993), voetballer
- Gaël Bigirimana (1993), voetballer